# 76ste Oscaruitreiking
De 76ste Oscaruitreiking, waarbij prijzen werden uitgereikt aan de beste prestaties in films uit 2003, vond op op 29 februari 2004 plaats in het Kodak Theatre in Hollywood. De ceremonie werd voor de achtste keer gepresenteerd door Billy Crystal. De genomineerden werden op 27 januari bekendgemaakt door Frank Pierson, voorzitter van de Academy, en actrice Sigourney Weaver in het Samuel Goldwyn Theater te Beverly Hills.
De film The Lord of the Rings: The Return of the King uit The Lord of the Rings-trilogie kreeg de meeste Oscars (11), en won alle Oscars waarvoor ze genomineerd was. Samen met Ben-Hur en Titanic heeft The Return of the King het hoogste aantal Oscars ooit. Eerder wonnen ook Gigi (1958) en The Last Emperor (1988) alle Oscars waarvoor ze genomineerd waren, maar dat waren er 'slechts' negen.

## Winnaars en genomineerden
De winnaars staan bovenaan in vet lettertype.

#### Beste film
- The Lord of the Rings: The Return of the King
  - Lost in Translation
  - Master and Commander: The Far Side of the World
  - Mystic River
  - Seabiscuit

#### Beste regisseur
- Peter Jackson - The Lord of the Rings: The Return of the King
  - Sofia Coppola - Lost in Translation
  - Clint Eastwood - Mystic River
  - Fernando Meirelles - City of God
  - Peter Weir - Master and Commander: The Far Side of the World

#### Beste mannelijke hoofdrol
- Sean Penn - Mystic River
  - Johnny Depp - Pirates of the Caribbean: The Curse of the Black Pearl
  - Ben Kingsley - House of Sand and Fog
  - Jude Law - Cold Mountain
  - Bill Murray - Lost in Translation

#### Beste vrouwelijke hoofdrol
- Charlize Theron - Monster
  - Keisha Castle-Hughes - Whale Rider
  - Diane Keaton - Something's Gotta Give
  - Samantha Morton - In America
  - Naomi Watts - 21 Grams

#### Beste mannelijke bijrol
- Tim Robbins - Mystic River
  - Alec Baldwin - The Cooler
  - Benicio del Toro - 21 Grams
  - Djimon Hounsou - In America
  - Ken Watanabe - The Last Samurai

#### Beste vrouwelijke bijrol
- Renée Zellweger - Cold Mountain
  - Shohreh Aghdashloo - House of Sand and Fog
  - Patricia Clarkson - Pieces of April
  - Marcia Gay Harden - Mystic River
  - Holly Hunter - Thirteen

#### Beste originele scenario
- Lost in Translation - Sofia Coppola
  - The Barbarian Invasions - Denys Arcand
  - Dirty Pretty Things - Steven Knight
  - Finding Nemo - Andrew Stanton, Bob Peterson en David Reynolds
  - In America - Jim Sheridan, Naomi Sheridan en Kirsten Sheridan

#### Beste bewerkte scenario
- The Lord of the Rings: The Return of the King - Fran Walsh, Philippa Boyens en Peter Jackson
  - American Splendor - Robert Pulcini en Shari Springer Berman
  - City of God - Bráulio Mantovani
  - Mystic River - Brian Helgeland
  - Seabiscuit - Gary Ross

#### Beste niet-Engelstalige film
- The Barbarian Invasions - Canada
  - Evil - Zweden
  - The Twilight Samurai - Japan
  - Twin Sisters - Nederland
  - Zelary - Tsjechië

#### Beste animatiefilm
- Finding Nemo - Andrew Stanton
  - Brother Bear - Aaron Blaise en Robert Walker
  - The Triplets of Belleville - Sylvain Chomet

#### Beste documentaire
- The Fog of War - Errol Morris en Michael Williams
  - Balseros - Carlos Bosch en Josep Maria Domenech
  - Capturing the Friedmans - Andrew Jarecki en Marc Smerling
  - My Architect - Nathaniel Kahn en Susan R. Behr
  - The Weather Underground - Sam Green en Bill Siegel

#### Beste camerawerk
- Master and Commander: The Far Side of the World - Russell Boyd
  - City of God - César Charlone
  - Cold Mountain - John Seale
  - Girl with a Pearl Earring - Eduardo Serra
  - Seabiscuit - John Schwartzman

#### Beste montage
- The Lord of the Rings: The Return of the King - Jamie Selkirk
  - City of God - Daniel Rezende
  - Cold Mountain - Walter Murch
  - Master and Commander: The Far Side of the World - Lee Smith
  - Seabiscuit - William Goldenberg

#### Beste artdirection
- The Lord of the Rings: The Return of the King - Grant Major, Dan Hennah en Alan Lee
  - Girl with a Pearl Earring - Ben van Os en Cecile Heideman
  - The Last Samurai - Lilly Kilvert en Gretchen Rau
  - Master and Commander: The Far Side of the World - William Sandell en Robert Gould
  - Seabiscuit - Jeannine Oppewall en Leslie Pope

#### Beste originele muziek
- The Lord of the Rings: The Return of the King - Howard Shore
  - Big Fish - Danny Elfman
  - Cold Mountain - Gabriel Yared
  - Finding Nemo - Thomas Newman
  - House of Sand and Fog - James Horner

#### Beste originele nummer
- "Into the West" uit The Lord of the Rings: The Return of the King - Muziek en tekst: Fran Walsh, Howard Shore en Annie Lennox
  - "Belleville Rendez-vous" uit The Triplets of Belleville - Muziek: Benoît Charest, tekst: Sylvain Chomet
  - "A Kiss at the End of the Rainbow" uit A Mighty Wind - Muziek en tekst: Michael McKean en Annette O'Toole
  - "Scarlet Tide" uit Cold Mountain - Muziek en tekst: T Bone Burnett en Elvis Costello
  - "You Will Be My Ain True Love" uit Cold Mountain - Muziek en tekst: Sting

#### Beste geluidsmixing
- The Lord of the Rings: The Return of the King - Christopher Boyes, Michael Semanick, Michael Hedges en Hammond Peek
  - The Last Samurai - Andy Nelson, Anna Behlmer en Jeff Wexler
  - Master and Commander: The Far Side of the World - Paul Massey, D.M. Hemphill en Arthur Rochester
  - Pirates of the Caribbean: The Curse of the Black Pearl - Christopher Boyes, David Parker, David Campbell en Lee Orloff
  - Seabiscuit - Andy Nelson, Anna Behlmer en Tod A. Maitland

#### Beste geluidsbewerking
- Master and Commander: The Far Side of the World - Richard King
  - Finding Nemo - Gary Rydstrom en Michael Silvers
  - Pirates of the Caribbean: The Curse of the Black Pearl - Christopher Boyes en George Watters II

#### Beste visuele effecten
- The Lord of the Rings: The Return of the King - Jim Rygiel, Joe Letteri, Randall William Cook en Alex Funke
  - Master and Commander: The Far Side of the World -  Dan Sudick, Stefen Fangmeier, Nathan McGuinness en Robert Stromberg
  - Pirates of the Caribbean: The Curse of the Black Pearl -  John Knoll, Hal Hickel, Charles Gibson en Terry Frazee

#### Beste kostuumontwerp
- The Lord of the Rings: The Return of the King - Ngila Dickson en Richard Taylor
  - Girl with a Pearl Earring -  Dien van Straalen
  - The Last Samurai -  Ngila Dickson
  - Master and Commander: The Far Side of the World -  Wendy Stites
  - Seabiscuit -  Judianna Makovsky

#### Beste grime
- The Lord of the Rings: The Return of the King - Richard Taylor en Peter King
  - Master and Commander: The Far Side of the World - Edouard Henriques III en Yolanda Toussieng
  - Pirates of the Caribbean: The Curse of the Black Pearl - Ve Neill en Martin Samuel

#### Beste korte film
- Two Soldiers - Aaron Schneider en Andrew J. Sacks
  - Die Rote Jacke (The Red Jacket) - Florian Baxmeyer
  - Most (The Bridge) - Bobby Garabedian en William Zabka
  - Squash - Lionel Bailliu
  - (A) Torzija [(A) Torsion] - Stefan Arsenijevic

#### Beste korte animatiefilm
- Harvie Krumpet - Adam Elliot
  - Boundin' - Bud Luckey
  - Destino - Dominique Monfery en Roy Edward Disney
  - Gone Nutty - Carlos Saldanha en John C. Donkin
  - Nibbles - Chris Hinton

#### Beste korte documentaire
- Chernobyl Heart - Maryann DeLeo
  - Asylum - Sandy McLeod en Gini Reticker
  - Ferry Tales - Katja Esson

#### Ere-award
- Blake Edwards, als erkenning voor het schrijven, regisseren en produceren van een buitengewone hoeveelheid werk voor het witte doek.[2]

## Films met meerdere nominaties
De volgende films ontvingen meerdere nominaties:
| Nominaties | Film                                                   | Awards |
| ---------- | ------------------------------------------------------ | ------ |
| 11         | The Lord of the Rings: The Return of the King          | 11     |
| 10         | Master and Commander: The Far Side of the World        | 2      |
| 7          | Cold Mountain                                          | 1      |
| 7          | Seabiscuit                                             |        |
| 6          | Mystic River                                           | 2      |
| 5          | Pirates of the Caribbean: The Curse of the Black Pearl |        |
| 4          | City of God                                            |        |
| 4          | Finding Nemo                                           | 1      |
| 4          | The Last Samurai                                       |        |
| 4          | Lost in Translation                                    | 1      |
| 3          | Girl with a Pearl Earring                              |        |
| 3          | House of Sand and Fog                                  |        |
| 3          | In America                                             |        |
| 2          | 21 Grams                                               |        |
| 2          | The Barbarian Invasions                                | 1      |
| 2          | The Triplets of Belleville                             |        |